# Cryphia aetnaea
Cryphia aetnaea là một loài bướm đêm trong họ Noctuidae.